# Olympische Sommerspiele 1900/Golf – Einzel (Frauen)
Das Golfturnier der Frauen bei den Olympischen Spielen 1900 in Paris fand am 3. Oktober 1900 statt. Austragungsort war der Golfplatz Société du Sport Compiègne.

## Ergebnis
| Platz | Athletin                     | Nation             | Gesamt |
| ----- | ---------------------------- | ------------------ | ------ |
| 1     | Margaret Abbott              | Vereinigte Staaten | 47     |
| 2     | Pauline Whittier             | Schweiz            | 49     |
| 3     | Abbie Pratt                  | Frankreich         | 53     |
| 4     | Jeanne Froment-Meurice       | Frankreich         | 56     |
| 5     | Ellen Ridgway                | Vereinigte Staaten | 57     |
| 6     | Madeleine Fournier-Sarlovèze | Frankreich         | 58     |
| 7     | Mary Abbott                  | Vereinigte Staaten | 65     |
| 7     | Lucile Fain                  | Frankreich         | 65     |
| 9     | Rose Gelbert                 | Frankreich         | 76     |
| 10    | Marie Brun                   | Frankreich         | 80     |